# São Vicente (Braga)
São Vicente ist eine Gemeinde im Norden Portugals.

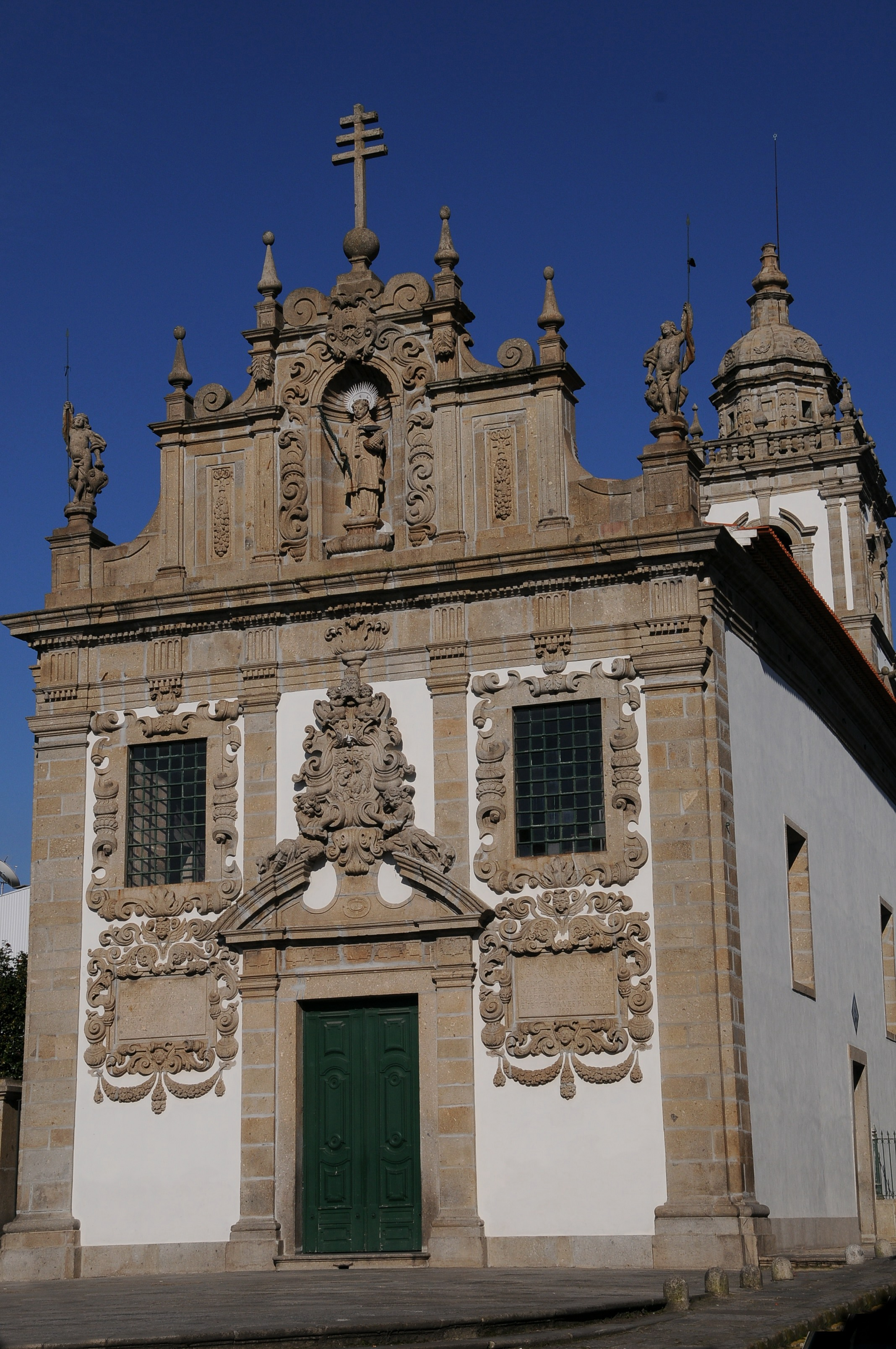
Kirche von São Vicente

São Vicente gehört zum Kreis und zum Stadtkern von Braga im gleichnamigen Distrikt Braga, besitzt eine Fläche von 2,6 km² und hat 13.974 Einwohner (Stand 19. April 2021).

## Bauwerke
- Igreja de São Vicente (São Vicente)
- Casa de Ínfias
- Igreja do Carmo (Braga)
- Igreja de Santa Teresa (São Vicente)
- Campo Novo (Braga)
- Monumento ao Sagrado Coração de Jesus
- Colégio Dom Diogo de Sousa